# American Tourister
American Tourister est une marque appartenant à Samsonite. Elle a été fondée par Sol et Irving Koffler en 1933 à Providence et a été achetée par Astrum International, qui détenait aussi Samsonite et qui a elle-même été renommée en Samsonite Corporation deux ans plus tard. La marque offre des valises, bagages, portefeuilles et autres dérivés.

## Histoire

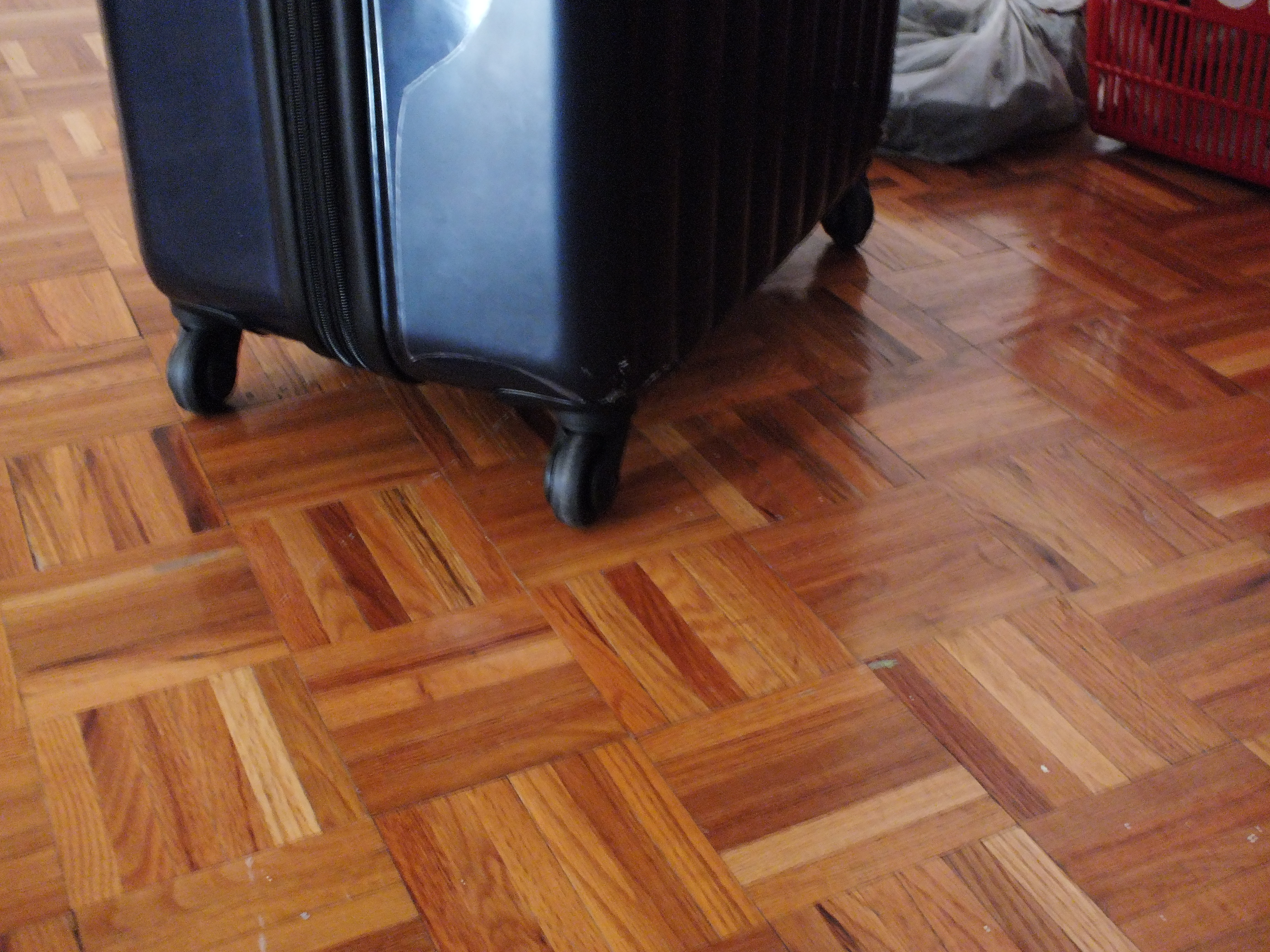
Roues d'une valise American Tourister.

La compagnie a débuté en 1933, après que Sol Koffler a mis toutes ses économies de côté pour pouvoir créer une entreprise de bagages à Providence. Il espérait créer une valise assez solide, mais qui pouvait se vendre à 1$. En 1945, peu après la fin de la Seconde Guerre mondiale, le voyage en avion est devenu très populaire, et les valises légères sont devenues très en demande. C'est cette année-là qu'American Tourister lance sa gamme de valises Hi-Taper, plus légère et présentée comme plus facile à transporter. En 1965, American Tourister devient la première compagnie à tester ses valises en vol, notamment en les offrant à des hôtesses de l'air. L'entreprise est finalement rachetée en 1993 par Samsonite. En 2019, elle était la seconde marque de bagages et était présente dans 90 pays. La compagnie mère de cette dernière, Samsonite, a souffert pendant la pandémie de Covid-19 de lourdes pertes financières dues à la pause du secteur du transport aérien, soit une perte de 787 millions $ USD.